# Vilém Brunšvicko-Lüneburský
Vilém Brunšvicko-Lüneburský (4. července 1535 – 20. srpna 1592), zvaný Vilém mladší byl od roku 1559 brunšvicko-lüneburským vévodou a lüneburským knížetem. Do roku 1569 vládl spolu se svým starším bratrem Jindřichem.

## Život
Vilém se narodil jako nejmladší syn vévody Arnošta I. Brunšvicko-Lüneburského a jeho manželky Žofie Meklenbursko-Schwerinské. 12. října 1561 se jako šestadvacetiletý oženil s o jedenáct let mladší dánskou princeznou Dorotheou, nejmladší dcerou krále Kristiána III. Dánského a jeho manželky Doroty Sasko-Lauenburské.
V roce 1582 začal Vilém trpět záchvaty šílenství. Tyto záchvaty v roce 1584 způsobily, že od něj manželka kvůli vlastnímu bezpečí utekla.
Vilém zemřel 20. srpna 1592 ve věku 57 let.

## Potomci
Vilém měl s manželkou Dorotheou patnáct dětí, které se dožily dospělostiː
- Žofie Brunšvicko-Lüneburská (30. října 1563 – 14. ledna 1639), ⚭ 1579 Jiří Fridrich Braniborsko-Ansbašský (5. dubna 1539 – 25. dubna 1603), kníže ratibořský, opolský a krnovský, markrabě braniborsko-ansbašský
- Arnošt II. Brunšvicko-Lüneburský (31. prosince 1564 – 2. března 1611), lüneburský kníže, brunšvicko-lüneburský vévoda, svobodný a bezdětný
- Alžběta Brunšvicko-Lüneburská (19. října 1565 – 17. července 1621)
- Kristián Brunšvicko-Lüneburský (9. listopadu 1566 – 8. listopadu 1633), lüneburský kníže, brunšvicko-lüneburský vévoda, svobodný a bezdětný
- Augustus Brunšvicko-Lüneburský (18. listopadu 1568 – 1. října 1636), lüneburský kníže, brunšvicko-lüneburský vévoda, biskup ratiborský, měl 12 nemanželských potomků
- Dorotea Brunšvicko-Lüneburská (1. ledna 1570 – 15. srpna 1649), ⚭ 1590 Karel I. Falcko-Zweibrückensko-Birkenfeldský (4. září 1560 – 16. prosince 1600), falckrabě zweibrückenský
- Klára Brunšvicko-Lüneburská (16. ledna 1571 – 18. července 1658)
- Anna Uršula Brunšvicko-Lüneburská (22. března 1572 – 5. února 1601)
- Markéta Brunšvicko-Lüneburská (6. dubna 1573 – 7. srpna 1643), ⚭ 1599 Jan Kazimír Sasko-Koburský (12. června 1564 – 16. července 1633)
- Fridrich IV. Brunšvicko-Lüneburský (28. srpna 1574 – 10. prosince 1648), lüneburský kníže, brunšvicko-lüneburský vévoda, svobodný a bezdětný
- Marie Brunšvicko-Lüneburská (21. října 1575 – 8. srpna 1610)
- Magnus Brunšvicko-Lüneburský (30. srpna 1577 – 10. února 1632)
- Jiří Brunšvicko-Lüneburský (17. února 1582 – 12. dubna 1641), brunšvicko-lüneburský vévoda, calenberský kníže, ⚭ 1617 Anna Eleonora Hesensko-Darmstadtská (30. července 1601 – 6. května 1659)
- Jan Brunšvicko-Lüneburský (23. června 1583 – 27. listopadu 1628)
- Sibyla Brunšvicko-Lüneburská (3. července 1584 – 5. srpna 1652), ⚭ 1616 Julius Arnošt Brunšvicko-Dannenberský (1571–1636), brunšvicko-lüneburský vévoda, kníže dannenberský

## Vývod z předků
|                             |                                 |  |                           |                                         |  |  |  |  |  |  |  | Fridrich II. Brunšvicko-Lüneburský |
|                             |                                 |  |                           |                                         |  |  |  |  |  |  |  |                                    |
|                             | Ota V. Brunšvicko-Lüneburský    |  |                           |                                         |  |  |  |  |  |  |  |                                    |
|                             |                                 |  |                           |                                         |  |  |  |  |  |  |  |                                    |
|                             |                                 |  |                           | Markéta Braniborská                     |  |  |  |  |  |  |  |                                    |
|                             |                                 |  |                           |                                         |  |  |  |  |  |  |  |                                    |
|                             | Jindřich Brunšvicko-Lüneburský  |  |                           |                                         |  |  |  |  |  |  |  |                                    |
|                             |                                 |  |                           |                                         |  |  |  |  |  |  |  |                                    |
|                             |                                 |  |                           | Jan IV. Nasavský                        |  |  |  |  |  |  |  |                                    |
|                             |                                 |  |                           |                                         |  |  |  |  |  |  |  |                                    |
|                             | Anna Nasavsko-Dillenburská      |  |                           |                                         |  |  |  |  |  |  |  |                                    |
|                             |                                 |  |                           |                                         |  |  |  |  |  |  |  |                                    |
|                             |                                 |  |                           | Marie z Loon-Heinsbergu                 |  |  |  |  |  |  |  |                                    |
|                             |                                 |  |                           |                                         |  |  |  |  |  |  |  |                                    |
|                             | Arnošt I. Brunšvicko-Lüneburský |  |                           |                                         |  |  |  |  |  |  |  |                                    |
|                             |                                 |  |                           |                                         |  |  |  |  |  |  |  |                                    |
|                             |                                 |  |                           | Fridrich II. Saský                      |  |  |  |  |  |  |  |                                    |
|                             |                                 |  |                           |                                         |  |  |  |  |  |  |  |                                    |
|                             | Arnošt Saský                    |  |                           |                                         |  |  |  |  |  |  |  |                                    |
|                             |                                 |  |                           |                                         |  |  |  |  |  |  |  |                                    |
|                             |                                 |  |                           | Markéta Habsburská                      |  |  |  |  |  |  |  |                                    |
|                             |                                 |  |                           |                                         |  |  |  |  |  |  |  |                                    |
|                             | Markéta Saská                   |  |                           |                                         |  |  |  |  |  |  |  |                                    |
|                             |                                 |  |                           |                                         |  |  |  |  |  |  |  |                                    |
|                             |                                 |  |                           | Albrecht III. Bavorský                  |  |  |  |  |  |  |  |                                    |
|                             |                                 |  |                           |                                         |  |  |  |  |  |  |  |                                    |
|                             | Alžběta Bavorská                |  |                           |                                         |  |  |  |  |  |  |  |                                    |
|                             |                                 |  |                           |                                         |  |  |  |  |  |  |  |                                    |
|                             |                                 |  |                           | Anna Brunšvicko-Grubenhagensko-Einbecká |  |  |  |  |  |  |  |                                    |
|                             |                                 |  |                           |                                         |  |  |  |  |  |  |  |                                    |
| Vilém Brunšvicko-Lüneburský |                                 |  |                           |                                         |  |  |  |  |  |  |  |                                    |
|                             |                                 |  |                           |                                         |  |  |  |  |  |  |  |                                    |
|                             |                                 |  | Jindřich IV. Meklenburský |                                         |  |  |  |  |  |  |  |                                    |
|                             |                                 |  |                           |                                         |  |  |  |  |  |  |  |                                    |
|                             | Magnus II. Meklenburský         |  |                           |                                         |  |  |  |  |  |  |  |                                    |
|                             |                                 |  |                           |                                         |  |  |  |  |  |  |  |                                    |
|                             |                                 |  |                           | Dorotea Braniborská                     |  |  |  |  |  |  |  |                                    |
|                             |                                 |  |                           |                                         |  |  |  |  |  |  |  |                                    |
|                             | Jindřich V. Meklenburský        |  |                           |                                         |  |  |  |  |  |  |  |                                    |
|                             |                                 |  |                           |                                         |  |  |  |  |  |  |  |                                    |
|                             |                                 |  |                           | Erik II. Pomořanský                     |  |  |  |  |  |  |  |                                    |
|                             |                                 |  |                           |                                         |  |  |  |  |  |  |  |                                    |
|                             | Žofie Pomořanská                |  |                           |                                         |  |  |  |  |  |  |  |                                    |
|                             |                                 |  |                           |                                         |  |  |  |  |  |  |  |                                    |
|                             |                                 |  |                           | Žofie Pomořanská                        |  |  |  |  |  |  |  |                                    |
|                             |                                 |  |                           |                                         |  |  |  |  |  |  |  |                                    |
|                             | Žofie Meklenburská              |  |                           |                                         |  |  |  |  |  |  |  |                                    |
|                             |                                 |  |                           |                                         |  |  |  |  |  |  |  |                                    |
|                             |                                 |  |                           | Albrecht III. Achilles                  |  |  |  |  |  |  |  |                                    |
|                             |                                 |  |                           |                                         |  |  |  |  |  |  |  |                                    |
|                             | Jan Cicero Braniborský          |  |                           |                                         |  |  |  |  |  |  |  |                                    |
|                             |                                 |  |                           |                                         |  |  |  |  |  |  |  |                                    |
|                             |                                 |  |                           | Markéta Bádenská                        |  |  |  |  |  |  |  |                                    |
|                             |                                 |  |                           |                                         |  |  |  |  |  |  |  |                                    |
|                             | Uršula Braniborská              |  |                           |                                         |  |  |  |  |  |  |  |                                    |
|                             |                                 |  |                           |                                         |  |  |  |  |  |  |  |                                    |
|                             |                                 |  |                           | Vilém III. Saský                        |  |  |  |  |  |  |  |                                    |
|                             |                                 |  |                           |                                         |  |  |  |  |  |  |  |                                    |
|                             | Markéta Saská                   |  |                           |                                         |  |  |  |  |  |  |  |                                    |
|                             |                                 |  |                           |                                         |  |  |  |  |  |  |  |                                    |
|                             |                                 |  |                           | Anna Habsburská                         |  |  |  |  |  |  |  |                                    |
|                             |                                 |  |                           |                                         |  |  |  |  |  |  |  |                                    |